# Greet Van Linter
Greet Van Linter (Londerzeel, 6 juli 1956) is een Belgisch voormalig politica voor het Vlaams Blok, Vlaams Belang en ten slotte de Vlaamse Democraten.

## Levensloop
Van Linter studeerde in 1976 af als gegradueerde in de kinesitherapie en werd beroepshalve kinesitherapeute. Later werd ze parlementair medewerkster voor het radicaal-rechtse Vlaams Blok, het latere Vlaams Belang.
Na de derde rechtstreekse Vlaamse verkiezingen van 13 juni 2004 kwam ze begin juli 2004 voor de kieskring Brussel-Hoofdstad in het Vlaams Parlement terecht als opvolger van Johan Demol, die aan zijn mandaat verzaakte. Ze maakte er deel uit van de commissies Brussel en Vlaamse Rand en Welzijn, Volksgezondheid en Gezin.
Bij de federale verkiezingen van juni 2007 werd Van Linter in de kieskring Brussel-Halle-Vilvoorde met 5630 voorkeurstemmen verkozen in de Kamer van volksvertegenwoordigers. Ze besloot echter in het Vlaams Parlement te blijven zetelen en werd in de hoedanigheid van volksvertegenwoordiger opgevolgd door Bart Laeremans. Na de verkiezingen van juni 2009 maakte Van Linter de overstap naar het Brussels Hoofdstedelijk Parlement, waar ze tot in 2014 bleef zetelen en tot 2010 lid was van de commissie Leefmilieu, Natuurbehoud, Waterbeleid en Energie. Tevens was ze van 2007 tot 2012 gemeenteraadslid van Ganshoren, voordien was ze woonachtig in Jette.
Eind april 2010 werd ze samen met een ander Brussels Hoofdstedelijk Parlementslid, Johan Demol, uit het Vlaams Belang gezet. De twee bekritiseerden de koers van de partijtop, die volgens hen te weinig oog had voor de stadsproblemen in Brussel. Vervolgens zetelden de twee als onafhankelijken onder de naam Vlaamse Democraten. Hiervan werd Van Linter in de Vlaamse Gemeenschapscommissie fractievoorzitter, in het Brussels Parlement vormden de Vlaamse Democraten evenwel geen fractie. Na haar vertrek kwam het Vlaams Belang in opspraak wegens het verspreiden van e-mails die niet van haar hand waren, maar verzonden waren van een Vlaams Belang vzw in het Gentse. Deze valse e-mails moesten aantonen dat Van Linter niet in Ganshoren woonde en feitelijk in Buggenhout was gevestigd, zodat ze onwettig in het Brussels Parlement zetelde en haar zetel zou moeten afstaan. 
Bij de verkiezingen van mei 2014 kwam Van Linter niet langer op.